# Anthodioctes cerradicola
Anthodioctes cerradicola är en biart som beskrevs av Urban 1999. Anthodioctes cerradicola ingår i släktet Anthodioctes och familjen buksamlarbin. Inga underarter finns listade i Catalogue of Life.